# Brandon Heath
Brandon Heath Knell (Nashville, 21 de julio de 1978) es un cantante de música cristiana estadounidense .
Ha realizado cuatro álbumes de estudio: Don't Get Comfortable (2006), What If We (2008), Leaving Eden (2011) y Blue Montain (2012).
Destaca su canción más conocida "I'm Not Who I Was" y "Give Me Your Eyes". Fue nominado cuatro veces en los premios Dove Awards, en donde obtuvo un premio en la categoría de New Artist of the Year (Nuevo Artista del Año). En 2009 su segundo álbum fue nominado para el "Álbum Gospel del Año" en los Premios Grammy de 2009.

## Vida personal
Heath nació en Nashville, Tennessee el 21 de julio de 1978. Su padre trabajaba como oficial de policía y su madre como estilista. Sus padres se divorciaron cuando él tenía tres años de edad, y Heath fue criado por su madre divorciada desde hace cinco o seis años antes de que ella se volvió a casar.
Heath comenzó su carrera escribiendo canciones cuando era adolescente. Su primer álbum, lanzado de forma independiente, se llamó Early Stuff (2004), y fue una compilación de sus canciones escritas anteriormente. Después de realizar Soldier en 2004, firmó con Reunion Records para lanzar su primer álbum de estudio principal: Don't Get Comfortable (No te pongas cómodo), a finales del 2006. El primer sencillo del álbum, Our God Reigns, recibió una nominación a los Premios Dove en 2007, mientras que la canción I'm not who I was (No soy quién era), se convirtió en una canción N.º 1, manteniéndose en la lista Billboard de Hot Christian Songs  durante varias semanas. Recibió dos nominaciones más Dove, incluyendo "Canción del Año".
A mediados de 2008 realizó un segundo proyecto: What If We (¿Qué pasaría si nosotros...). El primer sencillo del álbum "Give Me Your Eyes" fue lanzado en julio de 2008 y terminó el año siendo catalogada como la segunda canción cristiana más tocada del 2008 según la revista cristiana R&R (CHR). La canción recibió dos Premios GMA Dove en 2009: "Canción del Año" y "Canción Pop/Contemporánea del Año".

## Colaboraciones
Heath ha tenido colaboraciones con la banda Third Day en un cover de "Creed" (canción de Rich Mullins), con la banda Leeland (en la canción "Follow You"), con las cantantes Sara Groves y Francesca Battistelli, con los cantantes TobyMac y Matt Maher, y con Jars of Clay, en dos canciones de los álbumes Shelter y Small Rebellions.
Heath también ha trabajado con Bebo Norman y Matt Wertz. Ha escrito canciones para Norman, Joy Williams y Christopher Williams. Además, Heath ha colaborado con Sevenglory en su álbum del 2007, "Atmosphere", y también coescribió la canción 'Found By You' por Britt Nicole.
Además, cantó en la boda de la cantante Carrie Underwood.

## Discografía
| Año  | Título                 |
| ---- | ---------------------- |
| 2006 | Don't Get Comfortable  |
| 2008 | What If We             |
| 2011 | Leaving Eden           |
| 2012 | Blue Mountain          |
| 2015 | No Turning Back        |
| 2017 | Faith Hope Love Repeat |
| 2024 | The Ache               |